# Nomorhamphus kolonodalensis
Nomorhamphus kolonodalensis is een straalvinnige vissensoort uit de familie van de Zenarchopterida. De wetenschappelijke naam van de soort is voor het eerst geldig gepubliceerd in 2000 door Meisner & Louie.